# Стебловський Михайло Вікторович
Михайло Вікторович Стебловський — полковник КДБ.

## Кар'єра
В 1952 році голова спортового товариства «Динамо» Чернігівської області.
З 11 червня 1953 по 15 червня 1954 року — начальник управління МВС по Волинській області.
29 жовтня 1953 року очолив операцію з ліквідації Турійського районного провідника Грушевця Григорія Денисовича на псевдо Хома. Під час операції загинули Григорій Грушевець і його заступник Олексій Ткачук, а також начальник 4-го відділу УМВС підполковник Рожков, сержант Лябушев, рядовий боєць МВС Севєрюхін, Мікляєв. Особлива інспекція УМВС на чолі з полковником Рибаєвим визнала операцію провальною.
Один з організаторів полювання республіканського керівництва в лісах Ківерцівського району. Відповідальний за особисту безпеку найвищих керівників УРСР.
У 1955—1958 роках — начальник управління КДБ по Волинській області.

## Нагороди
29 жовтня 1948 року за боротьбу з націоналістичним підпіллям в Україні нагороджений орденом Вітчизняної війни ІІ ступеня.